# Биело поле
Биело поле (на сръбски: Бијело Поље или Bijelo polje) е град в северната част на Черна гора. Населението на града наброява 15 883 души (2003).
Биело поле е административен център на община Биело Поле, с население от 50 284 души, и е разположен в историческата област Санджак. Градът е неофициален център на североизточния регион на Черна гора.

## История
Биело поле е в състава на Османската империя до 1912 г., когато по времето на Балканска война е освободен. По турско време градът е бил известен с името „Аково“, славянизирана форма на турската дума „ак“ – бяло.

## Население
Биело поле е център на община Биело поле, чието население през 2003 година наброява 50 284 души, а в града живеят 15 883 жители.
Изменение на населението на град Биело поле през годините:
- 3 март 1981 г. – 11 927
- 3 март 1991 г. – 16 464
- 1 ноември 2003 г. – 15 883

Етнически групи (1991):
- черногорци (49,22%)
- мюсюлмани по националност (41,57%)
- сърби (7,57%)

Етнически групи (2003):
- сърби (36,31%)
- бошняци (25,22%)
- мюсюлмани по националност (17,18%)
- черногорци (16,13%)

## Личности

### Родени
- Анто Дробняк, футболист
- Таня Бакич, преводачка и поетеса

## Побратимени градове
- Свищов, България